# Популярна астрономія (Фламмаріон)
«Популярна астрономія» (фр. Astronomie populaire) — науково-популярна книга французького астронома Каміля Фламмаріона, видана у Франції в 1880 році та перекладена англійською мовою в 1894 році. Ця книга є спрощеним продовженням «Популярної астрономії» Франсуа Араго.

## Опис

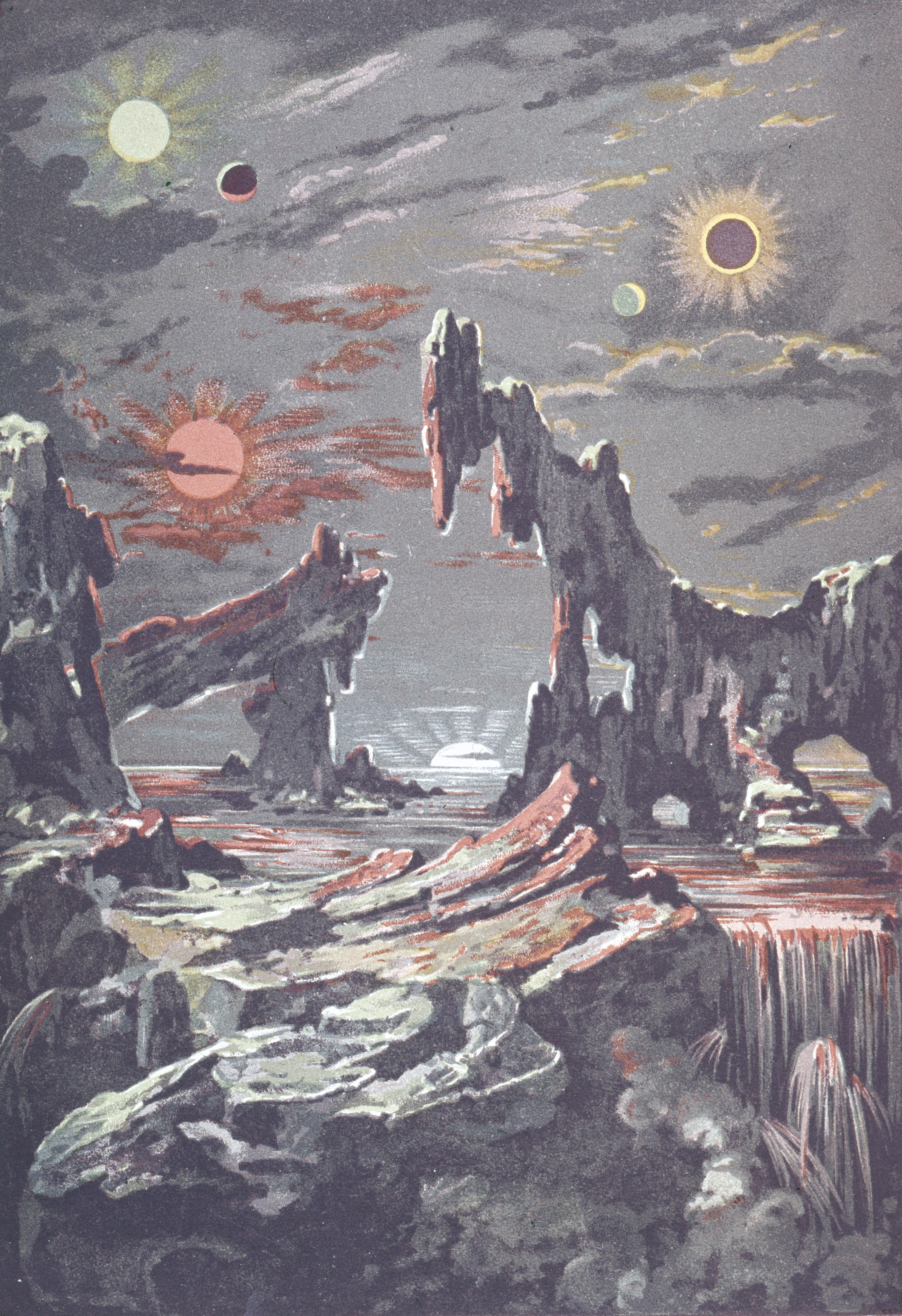
Ілюстрація з книги

Ця книга описує знання астрономії кінця XIX століття. Книга має червоно-синьо-золоту палітурку, 800 сторінок із позолоченими краями, 360 малюнків, у тому числі багато гравюр і небесних карт. Книга присвячена Копернику, Галілею, Кеплеру, Ньютону та Араго.

## Теми
Ця книга поділена на шість частин:
- Книга I: Земля. Ця частина описує рухи Землі навколо своєї осі та навколо Сонця. Вона пояснює клімат на Землі, а також розповідає, як утворилася планета Земля.
- Книга II: Місяць. Тут обговорені діаметр Місяця, а також відстань від Місяця до Землі. У цьому розділі описані рельєф Місяця (гори, моря), а також можливість того, що Місяць населений. Також книга II пояснює явища припливів і затемнень.
- Книга III: Сонце. Ця частина описує знання про Сонце (склад, розміри).
- Книга IV: планетарні світи. Обговорені різні планети Сонячної системи від Меркурія до Нептуна.
- Книга V: комети і падаючі зірки.
- Книга VI: зорі та зоряний Всесвіт. Опис сузір'їв, видимих на небі. У цьому розділі йдеться про космічні відстані, різні типи зір і Чумацький Шлях.

## Перевидання
Книга неодноразово перевидавалася (1890, 1975, 2002). Видавництво «Фламмаріон» у 2002 році опублікувало факсиміле оригінального видання у двох томах у футлярі, і перевидало його ще раз у 2009 році, до Міжнародного року астрономії.
У 2019 році видавництво «Академперіодика» випустило український переклад книги, надрукувавши його в одному томі з книгою «Астрономія. Самовчитель» українських авторів Валентини Боровик й Івана Крячка.